# Oslo (Bob Brookmeyer)
Oslo è un album di Bob Brookmeyer del 1986 pubblicato dall'etichetta Concord Jazz Records.
Il Disco fu registrato nel Settembre del 1986 al "Sage and Sound Recording Studio" di Hollywood in California.

## Tracce
Lato A
1. With the Wind and the Rain in Your Hair – 5:14 (Clara Edwards, Jack Lawrence)
2. Oslo – 5:07 (Bob Brookmeyer)
3. Later Blues – 5:03 (Bob Brookmeyer)
4. Detrou Ahead – 8:11 (Lou Carter, Herb Ellis, John Frigo)

Lato B
1. Tootsie Samba – 4:12 (Bob Brookmeyer)
2. Alone Together – 5:13 (Howard Dietz, Arthur Schwartz)
3. Who Could Care ? – 5:18 (Bob Brookmeyer)
4. Caravan – 5:59 (Duke Ellington, Irving Mills, Juan Tizol)

## Musicisti
- Bob Brookmeyer - trombone a pistoni
- Alan Broadbent - pianoforte
- Eric Von Essen - contrabbasso
- Michael Stephans - batteria